# NGC 3607
NGC 3607 هي مجرة تتبع كوكبة الأسد. اكتشفها ويليام هيرشل في 14 مارس 1784.

## روابط خارجية
- NGC 3607 على موقع ويكي سكاي: DSS2, SDSS, GALEX, IRAS, Hydrogen α, X-Ray, Astrophoto, Sky Map, Articles and images